# Alexander Alexandrowitsch Rudenko
Alexander Alexandrowitsch Rudenko (russisch Александр Александрович Руденко; * 15. März 1999 in Darjewka) ist ein russischer Fußballspieler.

## Karriere

### Verein
Rudenko begann seine Karriere in der Wiktor Ponedelnik Akademija. Zur Saison 2012/13 wechselte er in die Jugend von Spartak Moskau. Zur Saison 2016/17 rückte er in den Kader der zweitklassigen Zweitmannschaft von Spartak. Sein Debüt für diese in der Perwenstwo FNL gab er im Juli 2016, als er am ersten Spieltag jener Saison gegen den FK Sibir Nowosibirsk in der 81. Minute für Artjom Fedtschuk eingewechselt wurde. In der Saison 2016/17 kam er zu 22 Zweitligaeinsätzen, in der Saison 2017/18 absolvierte er 27 Spiele für Spartak-2.
Im Mai 2019 stand Rudenko gegen den FK Orenburg erstmals im Kader der ersten Mannschaft Spartaks. Für die zweite Mannschaft absolvierte er 2018/19 35 Zweitligapartien. Im Januar 2020 wurde er innerhalb der zweithöchsten Spielklasse an Torpedo Moskau verliehen. Für Torpedo kam er zu zwei Einsätzen in der Perwenstwo FNL, ehe die Spielzeit abgebrochen wurde. Mit 13 Treffern für Spartak-2 und einem für Torpedo lag er zum Zeitpunkt des Abbruchs auf dem ersten Rang in der Torschützenliste der zweiten Liga.
Zur Saison 2020/21 wurde er an den Erstligisten FK Sotschi weiterverliehen. Sein Debüt in der Premjer-Liga gab er im August 2020 gegen den FK Chimki. Bis zum Ende der Leihe kam er zu 20 Einsätzen in der höchsten russischen Spielklasse. Zur Saison 2021/22 kehrte Rudenko wieder zu Spartak zurück, wo er allerdings wieder in die zweite Mannschaft eingegliedert wurde. Dort kam er bis zur Winterpause verletzungsbedingt nur zu drei Einsätzen. Im Februar 2022 verließ er Spartak schließlich endgültig und wechselte zum FK Chimki.

### Nationalmannschaft
Rudenko durchlief von der U-15 bis zur U-19 sämtliche russische Jugendnationalauswahlen.